# Resurrección de Jesús en el arte cristiano

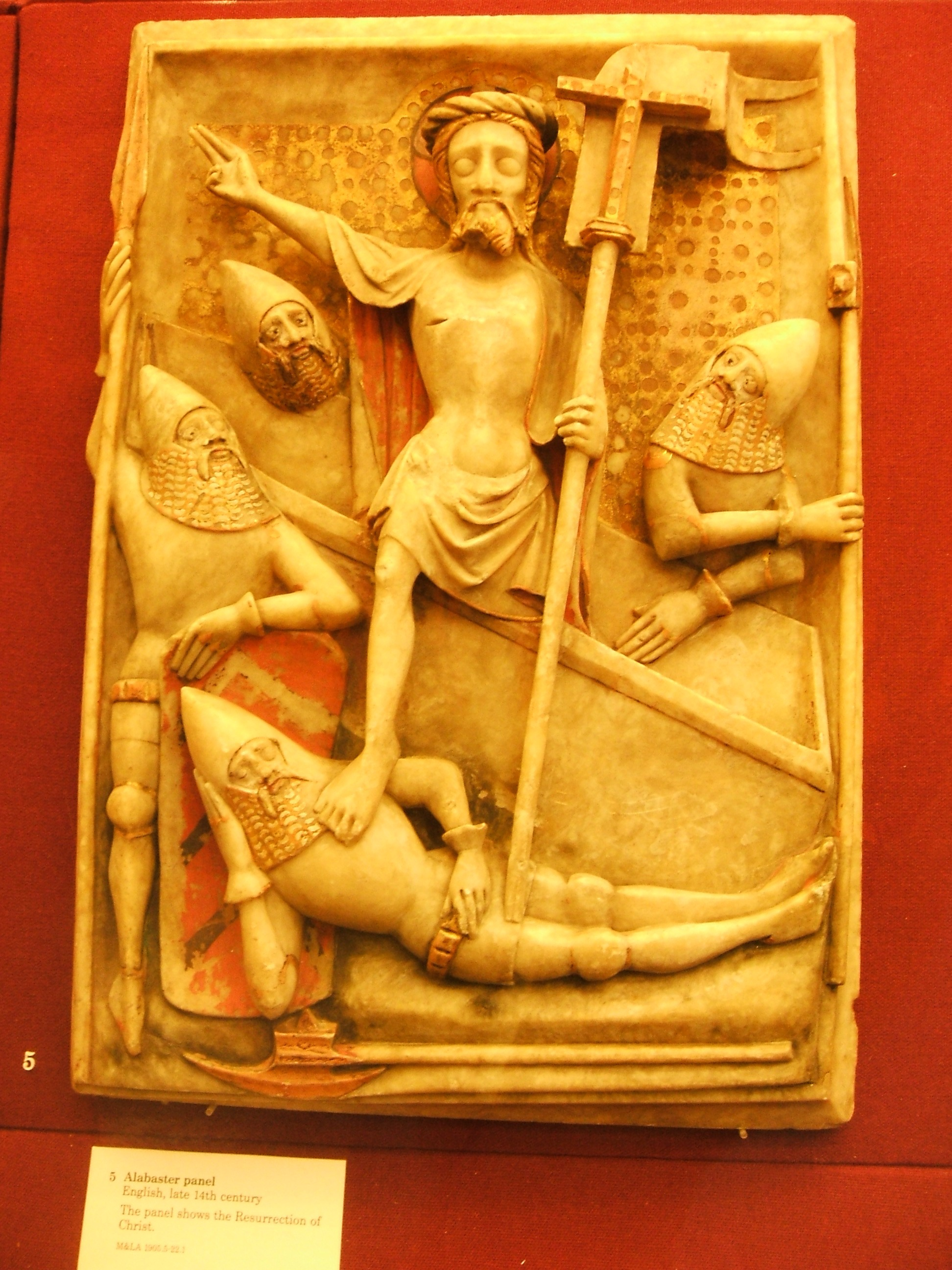
La distintiva imagen inglesa, con Cristo pisando a un soldado, en un relieve de alabastro de Nottingham del.

La Resurrección de Jesús ha sido durante mucho tiempo el centro de la fe cristiana y del arte cristiano, ya sea como escena única o como parte de un ciclo de la Vida de Cristo.  En las enseñanzas de las iglesias cristianas tradicionales, los sacramentos derivan su poder salvador de la pasión y resurrección de Cristo, de las que depende por completo la salvación del mundo. El valor redentor de la resurrección se ha expresado a través del arte cristiano, así como en los escritos teológicos.
.

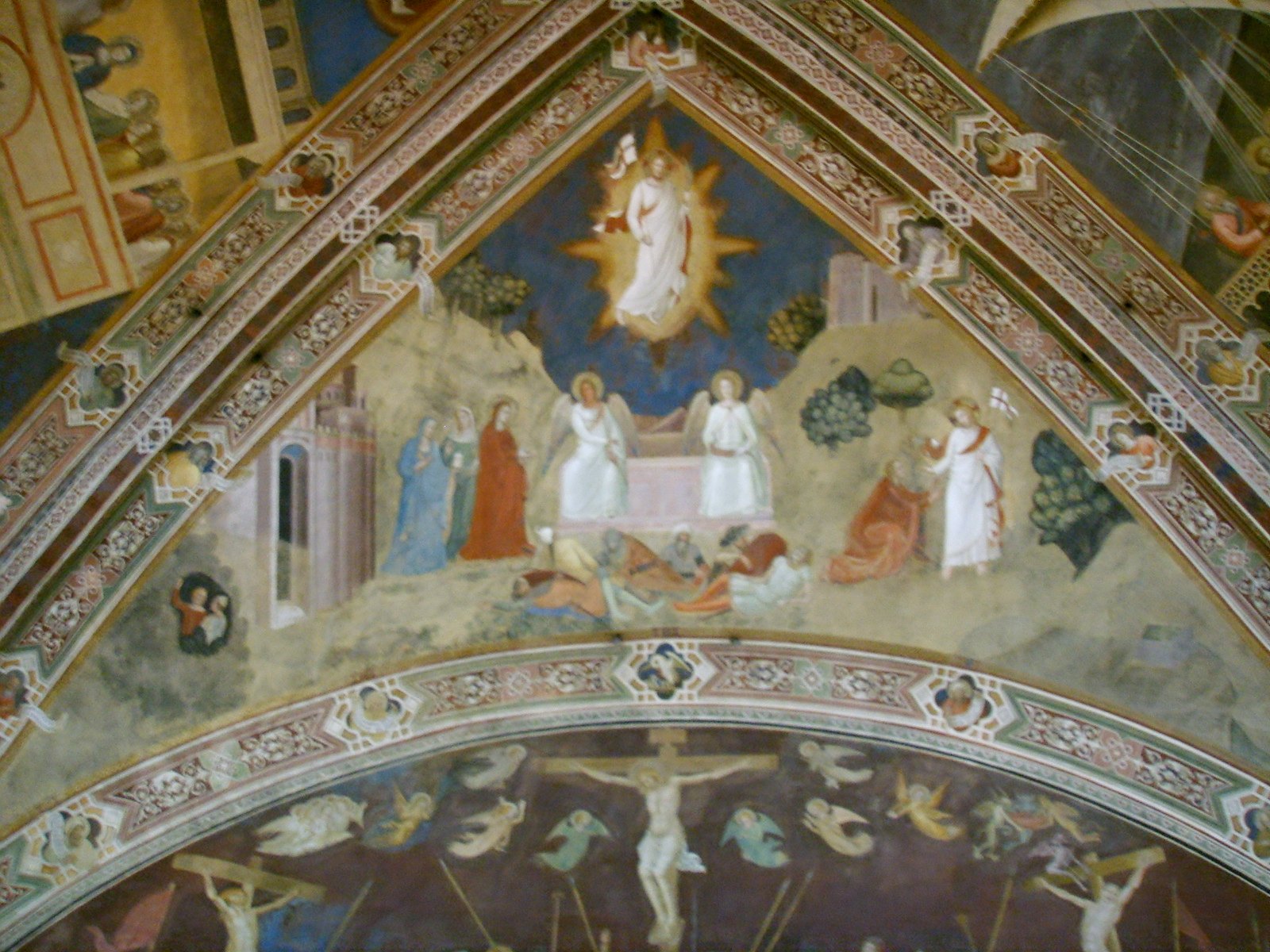
Fresco de Andrea da Firenze, Santa Maria Novella, Florencia, 1366, quizás el Cristo "flotante" más antiguo

Sin embargo, el momento de la Resurrección no se describe como tal en los Evangelios, por lo que durante más de mil años no se representó directamente en el arte. En su lugar, al principio se representaba mediante representaciones simbólicas, como el Chi Rho, las dos primeras letras griegas de Cristo, rodeadas por una corona que simboliza la victoria de la resurrección sobre la muerte. Posteriormente se utilizaron varias escenas que se describen en los Evangelios, y también el  Desgarro del infierno, que no lo es. En el arte bizantino y posteriormente en el arte ortodoxo oriental esto ha seguido siendo así, pero en Occidente la representación del momento real de la Resurrección se hizo común durante el periodo gótico.

## Periodo temprano

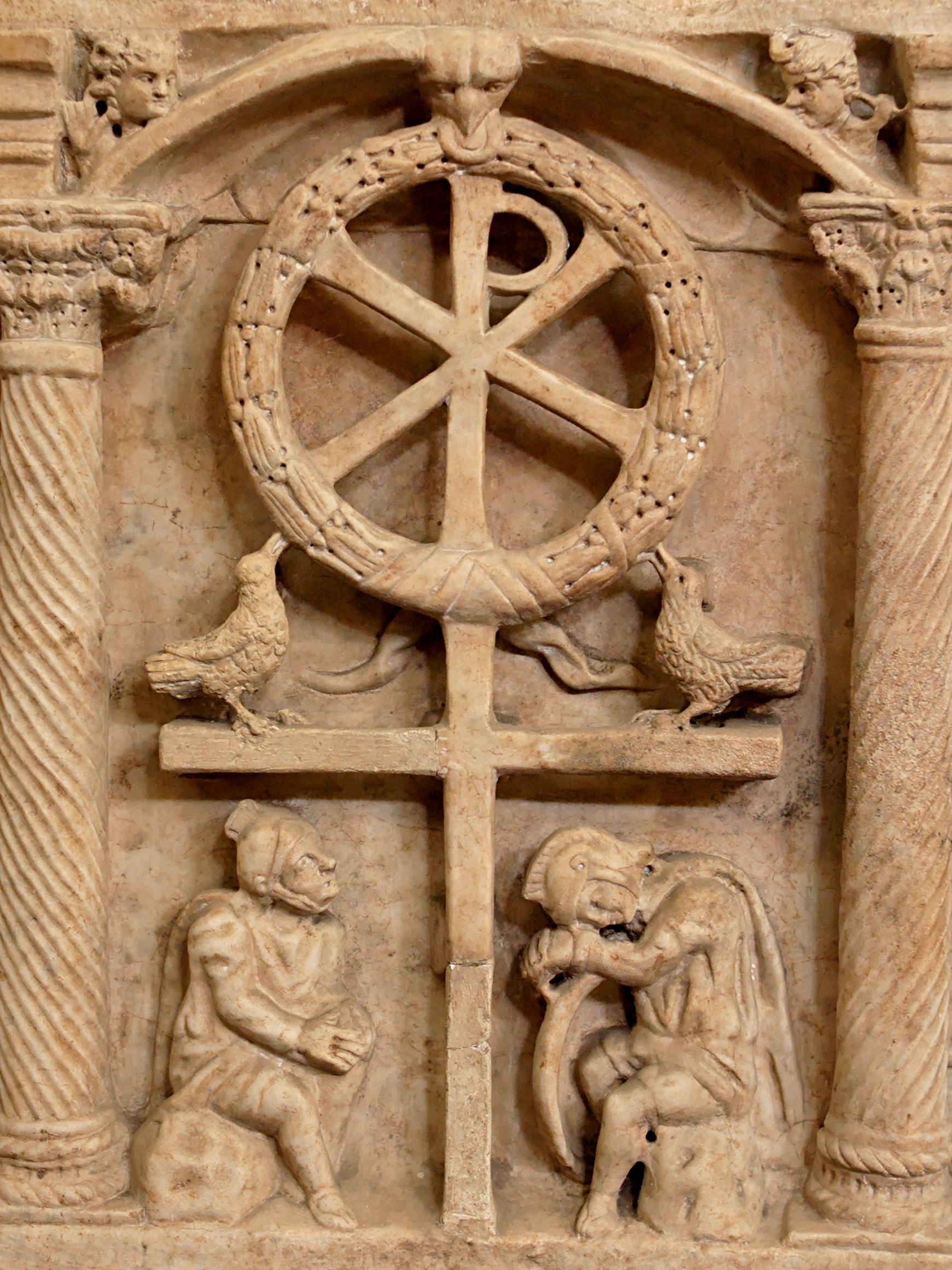
El Chi Rho con una corona que simboliza la victoria de la Resurrección, sobre soldados romanos, c. 350

En las Catacumbas de Roma, los artistas sólo insinuaban la Resurrección utilizando imágenes del Antiguo Testamento como el horno de fuego y el Daniel en la Guarida del León. En el periodo comprendido entre el año 250 y el Edicto de Milán liberador del 313 se produjeron violentas persecuciones contra los cristianos bajo el mandato de Decio y Diocleciano. Los ejemplos más numerosos de arte cristiano que se conservan de este periodo son las pinturas de las catacumbas de Roma. Los cristianos rehuían la cremación y preferían la práctica de la inhumación, para preservar sus cuerpos para la Resurrección de los Muertos, como Cristo resucitó de entre los muertos. Las representaciones de las historias de Daniel y del Jonás y la ballena en las catacumbas sirvieron como precedentes históricos y judaicos de la salvación.
Uno de los primeros símbolos de la resurrección fue el Chi Rho en forma de corona, cuyo origen se remonta a la victoria del emperador Constantino I en la Batalla del Puente Milvio en el año 312 d. C., que atribuyó al uso de una cruz en los escudos de sus soldados. Constantino utilizó el Chi Rho en su estandarte y sus monedas mostraban un lábaro con el Chi Rho matando una serpiente.
El uso de una corona alrededor del Chi Rho simboliza la victoria de la Resurrección sobre la muerte, y es una de las primeras representaciones visuales de la conexión entre la Crucifixión de Jesús y su resurrección triunfal, como se ve en el sarcófago de Domitila del siglo IV en Roma. Aquí, en el Chi Rho coronado, la muerte y la resurrección de Cristo se muestran como inseparables, y la Resurrección no es simplemente un final feliz arropado al final de la vida de Cristo en la tierra. Dado el uso de símbolos similares en el estandarte romano, esta representación también transmitía otra victoria, la de la fe cristiana: los soldados romanos que una vez habían arrestado a Jesús y lo habían llevado al Calvario ahora caminaban bajo el estandarte de un Cristo resucitado.

## Cristología e iconografía

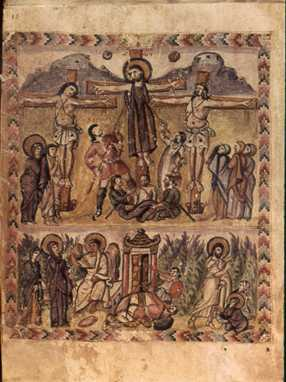
La crucifixión más antigua en un manuscrito iluminado, de los Evangelios de Rabbula, también muestra la resurrección.

El desarrollo de la iconografía de la Resurrección se produjo al mismo tiempo que los concilios ecuménicos de los siglos IV, V y VI, que se dedicaron específicamente a la cristología. La siguiente etapa en el desarrollo de la imagen fue el uso del acontecimiento secundario de la visita de las Tres Marías (normalmente dos en las primeras representaciones), o las miróforas como se les conoce en la Ortodoxia Oriental, en la tumba vacía de Jesús para transmitir el concepto de la Resurrección; esto se incluyó en los cuatro Evangelios.  Una de las primeras representaciones de la escena es una placa de marfil del año 400 d. C., que ya incluye a los guardias durmientes que se convertirían en un elemento estándar en las representaciones posteriores, con una escena de la Ascensión encima.
Los Evangelios de Rábula de finales del siglo VI, que incluyen una de las primeras secuencias de la Crucifixión en un manuscrito, también representan una tumba vacía bajo el panel de la Crucifixión, con un ángel sentado que saluda a dos mujeres. Los rayos de luz abaten a los soldados romanos y Jesús saluda a las dos mujeres, que se arrodillan para adorarle. Varias de las ampollas de Monza de recuerdo de peregrinación del siglo VI muestran a las dos mujeres y al ángel, reflejando la escena que los peregrinos a la tumba de Cristo vieron en el Santo Sepulcro de Jerusalén, incluyendo una representación cuasi litúrgica de esta escena aparentemente escenificada allí. A partir de la segunda mitad del siglo VII, comienzan a aparecer representaciones de un Cristo resucitado caminando por el jardín junto a las dos mujeres y el ángel en el arte occidental. Las representaciones posteriores de las Mujeres en el Sepulcro también han sido aparentemente influenciadas por representaciones cuasi-litúrgicas; en los monasterios occidentales los monjes se vestían como el ángel y las mujeres y representaban la escena en la mañana de Pascua, que se llamaba la Visitatio.
Otras escenas de los Evangelios son el Noli me tangere, donde María Magdalena confunde a Cristo con un jardinero, la escena de la Incredulidad de Tomás, y la Cena de Emaús, la primera escena posterior a la Resurrección en el Evangelio de Lucas.  Los famosos relieves del claustro de la abadía de Santo Domingo de Silos, de hacia el año 1100, dedican amplios paneles a la escena de la "Duda de Tomás", en la que están presentes no sólo los apóstoles, sino también San Pablo, y al "Encuentro en el camino de Emaús". Estas dos escenas, precedidas por una Crucifixión y una Deposición y seguidas por un Pentecostés y una Ascensión, son los únicos paneles de gran tamaño de la fase románica de la obra. Ocasionalmente se muestran otras escenas; en el Juan 20:3-10 es el primero en comprobar que el sepulcro está vacío. Un capitel de Toulouse muestra la tumba vacía con Juan asomándose desde detrás de una columna, y levantando la mano en señal de asombro. También se hacía referencia a la Resurrección mostrando paralelismos tipológicos, como Jonás y la ballena (que se apoyaba en el Mateo. 12:38-41 y Luke 11:29-32), la resurrección de Lázaro, y otros episodios del Antiguo Testamento.

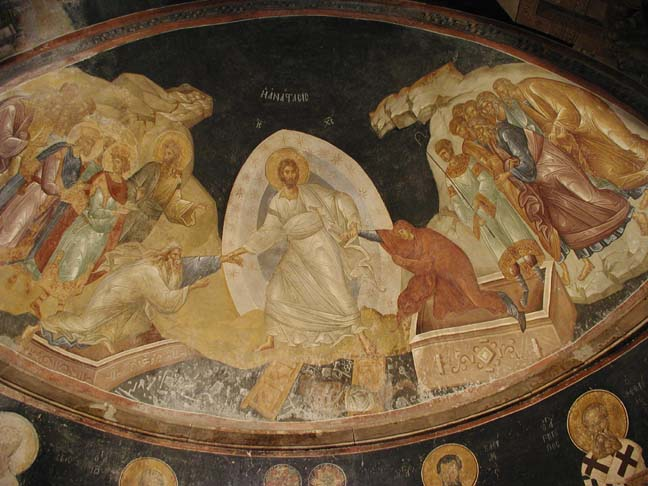
Raising Adán y Eva, con Satanás atado en el infierno, Chora Church, Istanbul, c. 1315

Entre los siglos VI y IX, la iconografía de la Resurrección en la Iglesia oriental se vio influenciada por la iconografía de la Transfiguración, dado que no existía una guía bíblica para la representación de la escena de la Resurrección. En la iconografía ortodoxa tradicional el momento real de la Resurrección de Cristo ("Anábasis") nunca se representa, a diferencia del tratamiento de la resurrección de Lázaro. Los iconos no representan el momento de la Resurrección, sino que muestran a las  portadoras de mirra, o el Descenso de Cristo a los infiernos. Normalmente el Cristo resucitado está rescatando a Adán y Eva, y a menudo a otras figuras, simbolizando la salvación de la humanidad. Su postura suele ser muy activa, en paralelo a las representaciones occidentales que lo muestran saliendo de la tumba.
El significado cósmico de la Resurrección en el Teología occidental se remonta a San Ambrosio que en el siglo IV dijo que "En Cristo el mundo ha resucitado, el cielo ha resucitado, la tierra ha resucitado". Sin embargo, este tema sólo se desarrolló posteriormente en la teología y el arte occidentales. Fue, un asunto diferente en el Oriente donde la Resurrección estaba ligada a la redención, y a la renovación y renacimiento del mundo entero desde un periodo mucho más temprano. En el arte esto se simbolizaba combinando las representaciones de la Resurrección con el Descenso de Cristo a los infiernos en iconos y pinturas. Un buen ejemplo es el de la Iglesia de Chora en Estambul, donde también están presentes Juan el Bautista, Salomón y otras figuras, representando que Cristo no estaba solo en la resurrección. La secuencia de representaciones en el Monasterio de Osios Loukás del siglo X en Grecia muestra a Cristo vistiendo una nueva túnica, con líneas de oro, después de haber atravesado las puertas del infierno. Cristo entonces saca a Adán, seguido de Eva de su tumba, significando la salvación de la humanidad después de la resurrección.

## Representación directa
A partir del siglo XII, la Resurrección propiamente dicha comienza a aparecer con regularidad en Occidente, mostrando a Cristo saliendo de lo que normalmente se muestra como un sarcófago de estilo romano colocado en el suelo. A veces se muestra su torso por encima del borde superior del sarcófago, pero lo más frecuente es que esté de pie sobre él, o que coloque un pie en el borde. La losa siempre ha sido retirada (por un ángel, aunque rara vez se muestra), y puede quedar a un lado de la escena en un ángulo diagonal. La iconografía que muestra a Cristo saliendo de un sarcófago y colocando su pie sobre uno de los soldados dormidos se encuentra por primera vez en los relieves de alabastro ingleses.  Al igual que muchos aspectos de la imaginería de la Resurrección, es posible que se haya inspirado en el teatro medieval, que desarrolló complejas tradiciones para dramatizar el evento, incluyendo los lamentos de las mujeres en la tumba, y las subtramas que involucran a los soldados.
Mostrar a Cristo "flotando" sobre la tumba fue una innovación italiana del Trecento, y se mantuvo mayoritariamente en el arte italiano hasta finales del siglo XV. Una de las primeras obras que se conservan con esta iconografía es el conocido fresco de Andrea de Bonaiuto en la Capilla Española de la Basílica de Santa María Novella en Florencia, que data de 1366. Mientras que los artistas anteriores del Norte mostraban a Cristo saliendo del sepulcro, pero todavía con los pies en el suelo, o en el propio sepulcro, el Retablo de Isenheim de Matthias Grünewald (1505-1516) tiene una llamativa composición con Cristo flotando en el aire, que ya era común en Italia, por ejemplo en un retablo de  Rafael de alrededor de 1500 (ver galería) y en obras de Tiziano y muchos otros. A veces Cristo está enmarcado por una mandorla
Las representaciones de la resurrección siguieron evolucionando en el Renacimiento, aunque a menudo se mantuvo la cruz-estandarte en la mano de Cristo, que representa la victoria sobre la muerte. En la representación de Pietro Perugino en el Vaticano, la tumba tiene un estilo convencional. Leonardo da Vinci utilizó una cueva excavada en la roca. La "cruz de la resurrección" o "cruz triunfal" (Crux longa en latín) es un astil simple, algo largo, cruzado en la parte superior del que puede flotar un estandarte. Cristo la lleva en su mano en muchas representaciones, como su estandarte de poder, y el conquistador sobre la muerte y el infierno. Sin embargo, debe distinguirse del asta representada en la mano de San Juan el Bautista, que es una caña. El estandarte de la cruz triunfal suele ser blanco y tiene una cruz roja, que simboliza la victoria de Cristo resucitado sobre la muerte. El símbolo derivó de la visión del siglo IV del emperador romano Constantino el Grande y su uso de una cruz en el estandarte romano.

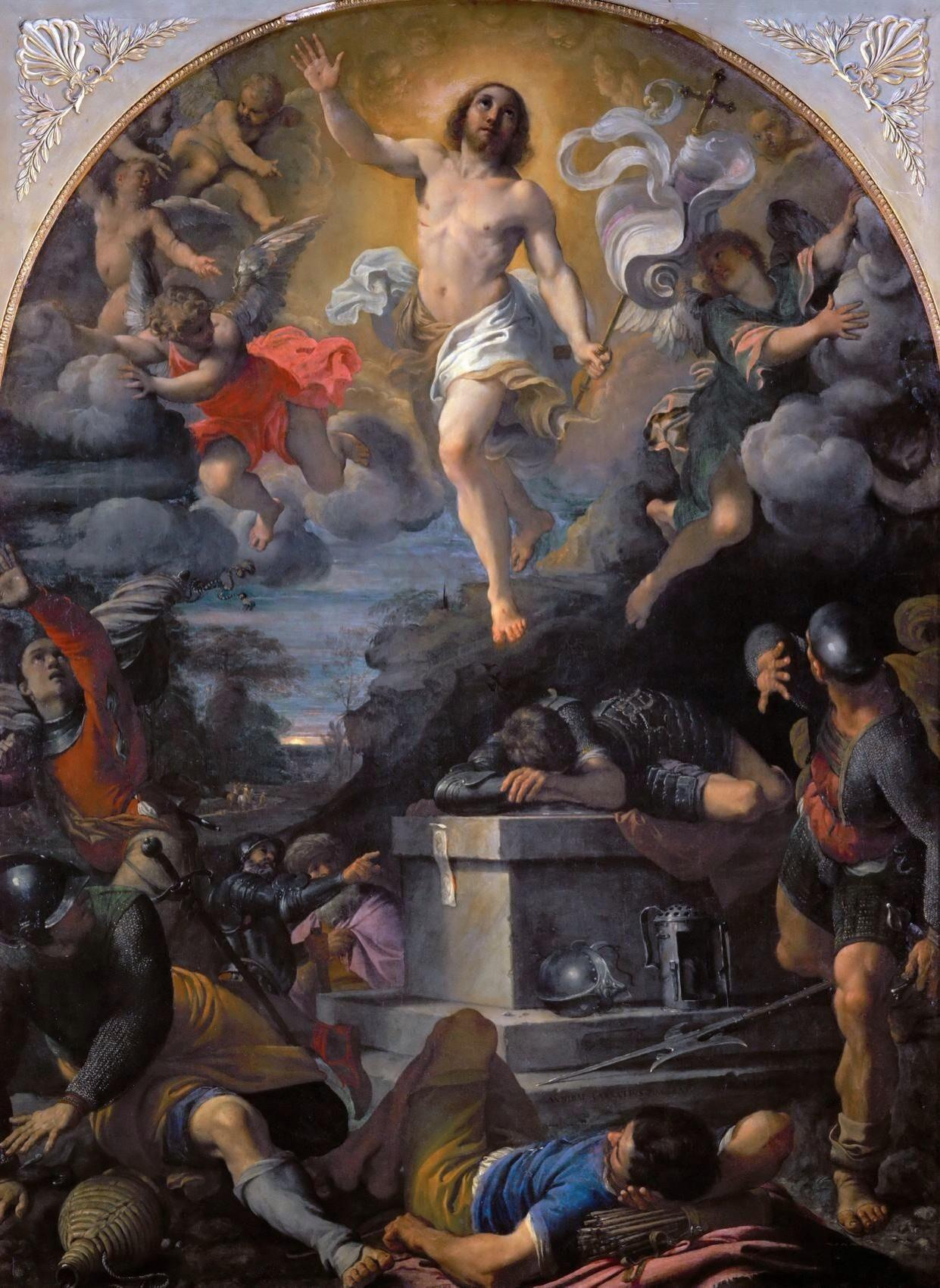
Resurrección (Annibale Carracci), 1593, Louvre

El Concilio de Trento (1545-1563) se opuso a las representaciones flotantes o suspendidas, y exigió que se volviera a la concepción más antigua, con los pies de Cristo firmemente apoyados en el suelo, bien saliendo de un sarcófago, bien de pie, sosteniendo un estandarte. Esto se siguió generalmente, al menos hasta el siglo XIX. Sin embargo, la representación de Tintoretto de 1565 en su antigua iglesia parroquial de San Cassiano (Venecia) sigue mostrando la figura de Cristo flotando sobre la tumba.
Las representaciones de la Resurrección continuaron en el período barroco, con Rubens produciendo dos pinturas en 1611 y 1635 en las que la figura triunfante de un Cristo resucitado domina el espacio. Como en otros temas religiosos, después de Tiepolo y sus imitadores españoles, se perdió el impulso en la producción de arte religioso. Sin embargo, la representación de la Resurrección sigue siendo un tema importante en las iglesias cristianas, por ejemplo en la de la Virgen del Rosario del siglo XIX en Santuario de Lourdes, Francia.

## Pinturas con artículos
- Retablo de Třeboň, por el Maestro de Třeboň, Bohemia, c. 1380, actualmente Praga
- Tríptico del entierro de Cristo, 1410-25, attr. Robert Campin, Londres
- La resurrección de Cristo (Piero della Francesca), década de 1460, Sansepolcro
- Políptico de Massa Fermana de Carlo Crivelli (escena de la predela), 1468
- Resurrección de Cristo (Bellini), c. 1475, Berlín
- Resurrección y descenso de Jesús al Limbo (Bartolomé Bermejo), c. 1475, Barcelona
- Descenso al Limbo (Mantegna), 1492, Bérgamo
- Resurrección de San Francesco al Prato, Perugino, c. 1499, Vaticano
- La resurrección de Cristo (Rafael), 1499-1502, Museo de Arte de San Pablo
- Lamentación sobre Cristo muerto (Signorelli) (fondo), 1502, Cortona
- Cartuja de Florencia, fresco de Pontormo, c. 1523-25
- Resurrección (Annibale Carracci), 1593, Louvre
- Resurrección (Rubens, Amberes), 1611-12
- Resurrección (Rubens, Florencia), c. 1616
- Resurrección (Cecco del Caravaggio), 1619, Chicago

## Galería de arte

### Iglesia oriental

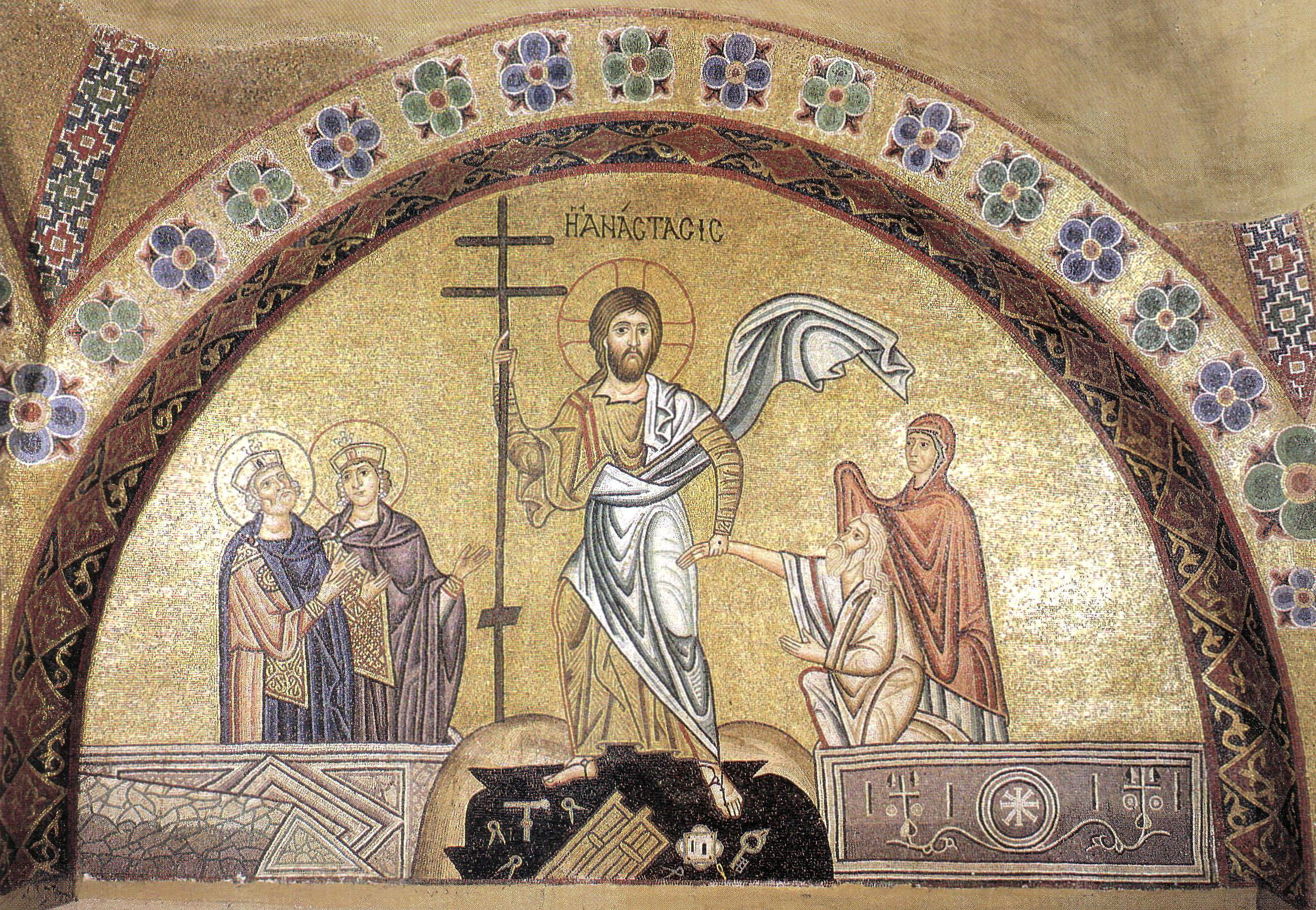
Monasterio de Osios Loukás, Grecia, siglo XI
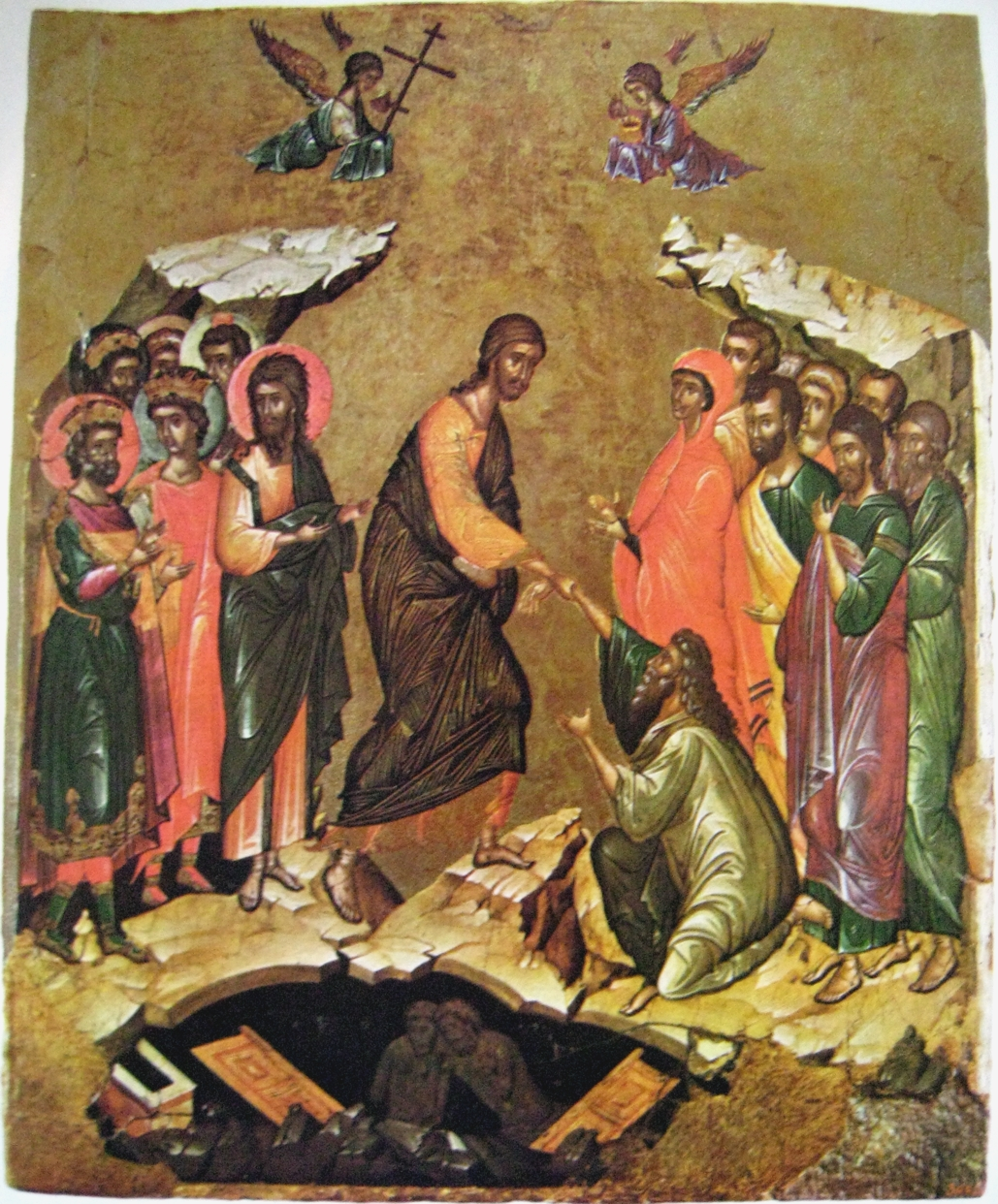
Icono ruso, siglo XV
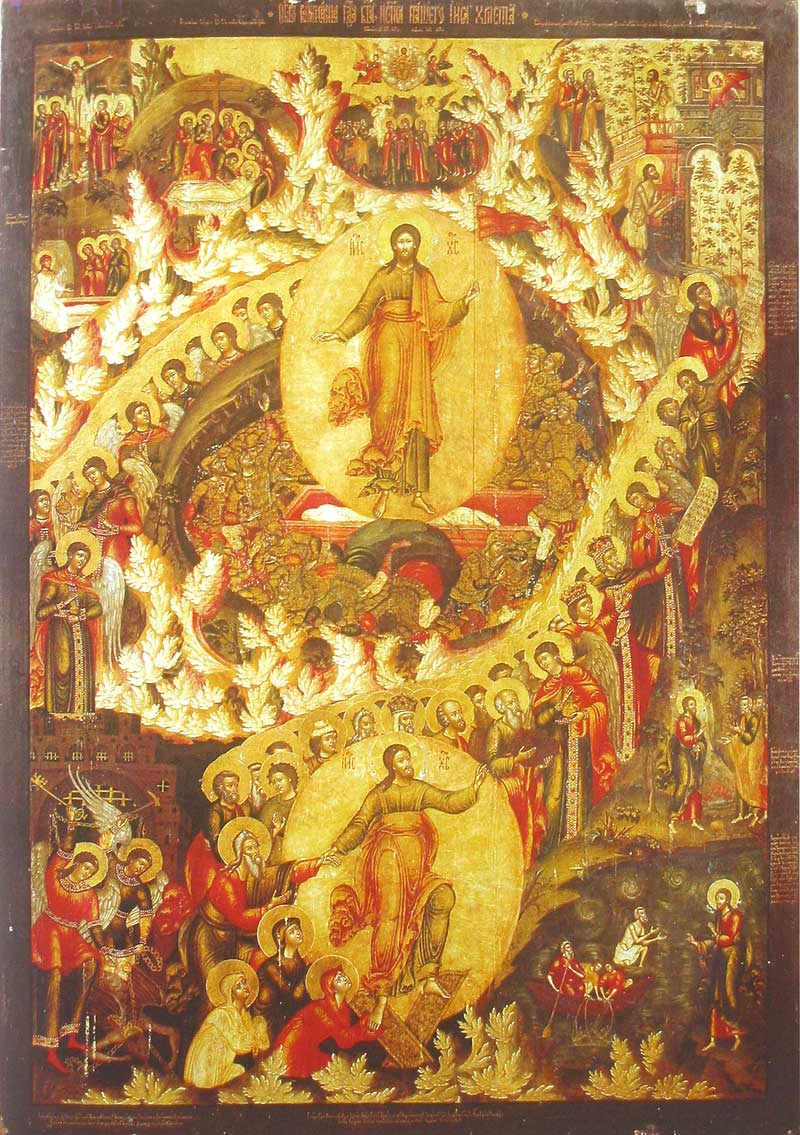
Escuela de Yaroslavl , siglo XVII
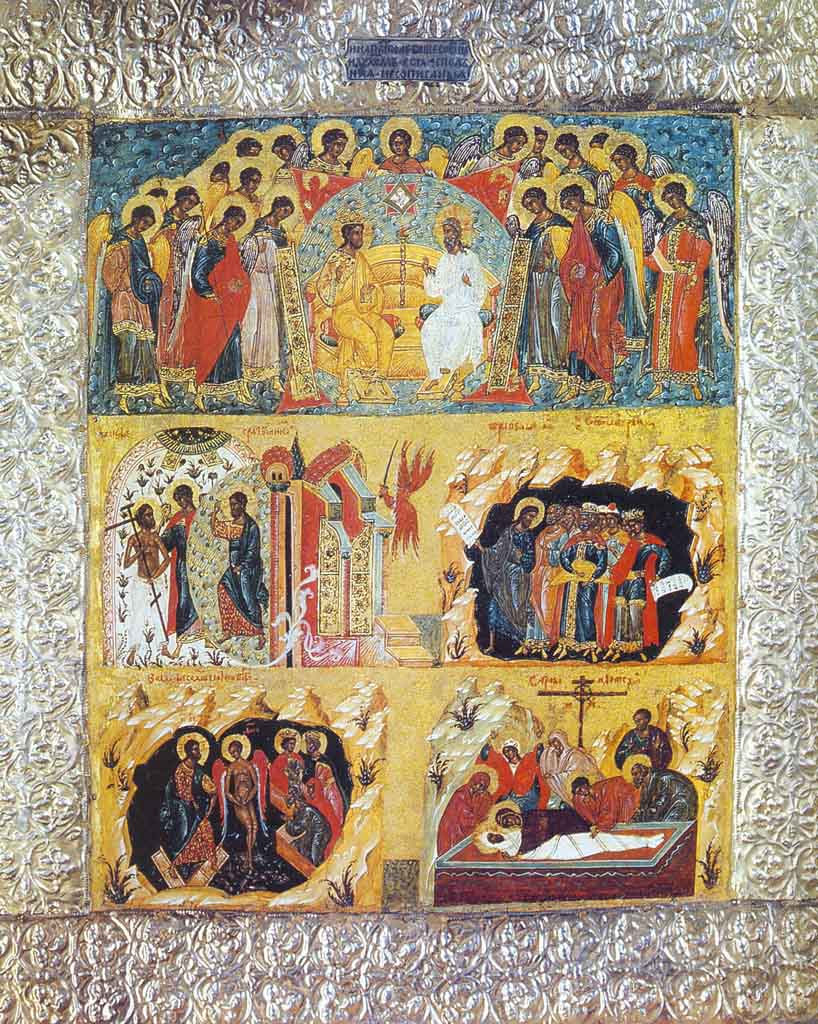
Icono de cinco partes, Monasterio Solovetski, siglo XVII
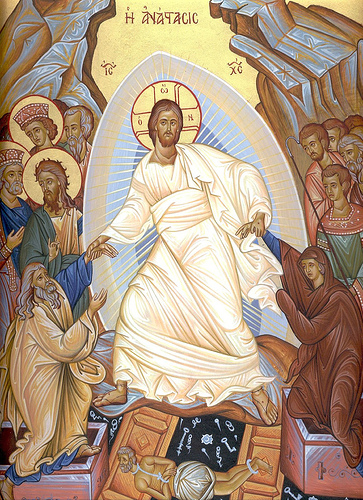
Icono griego moderno

### Iglesia occidental

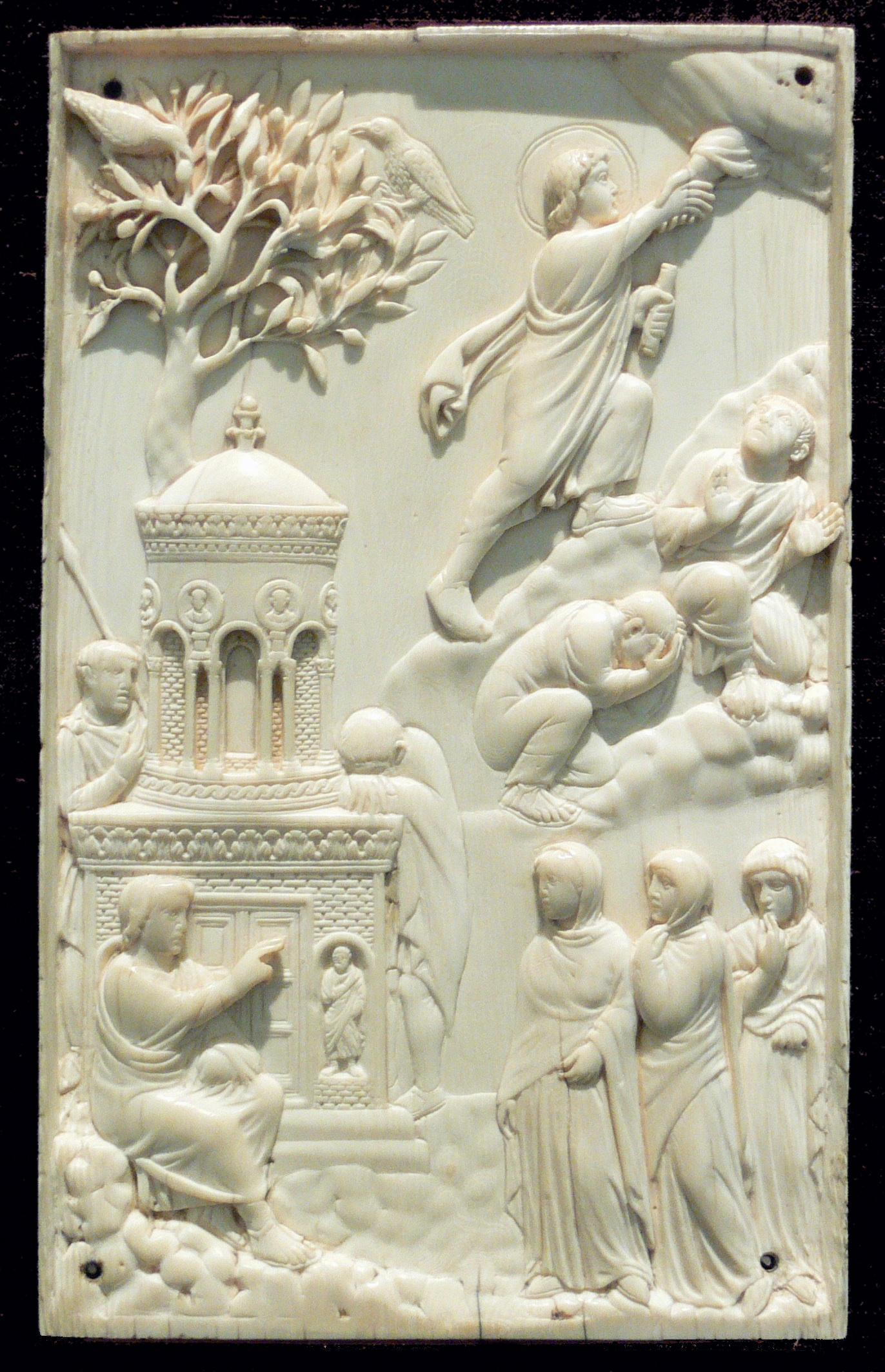
Cubierta de marfil c. 400, con soldados dormidos; la Ascensión arriba
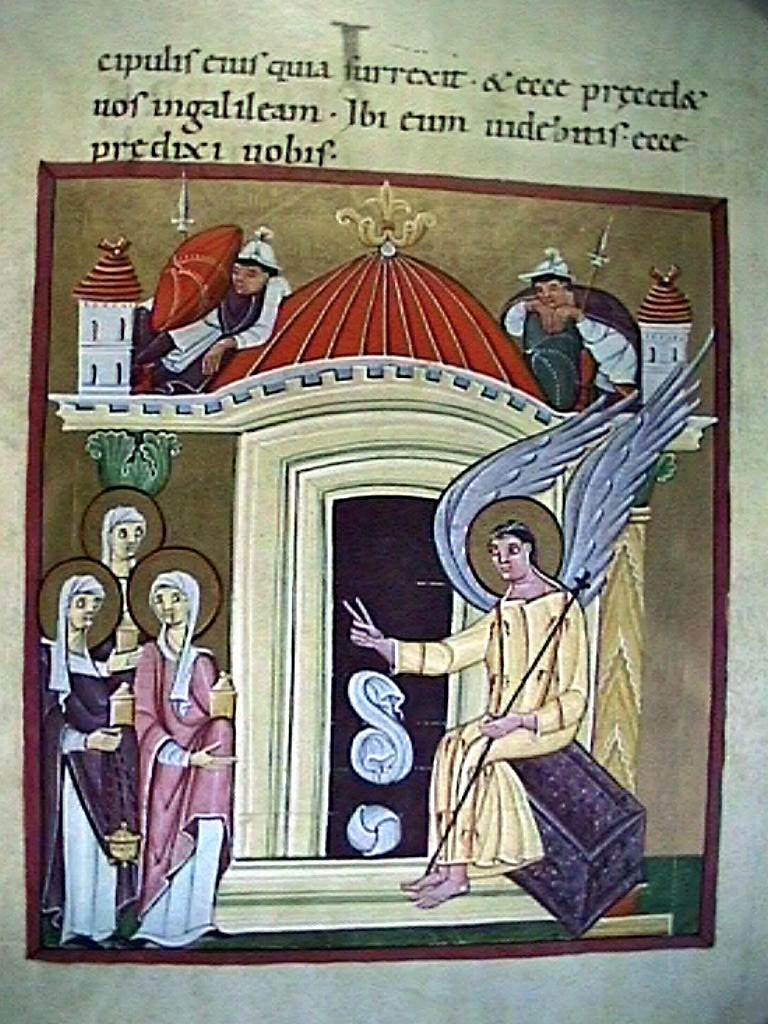
Apocalipsis  otoniano de Bamberg, siglo XI
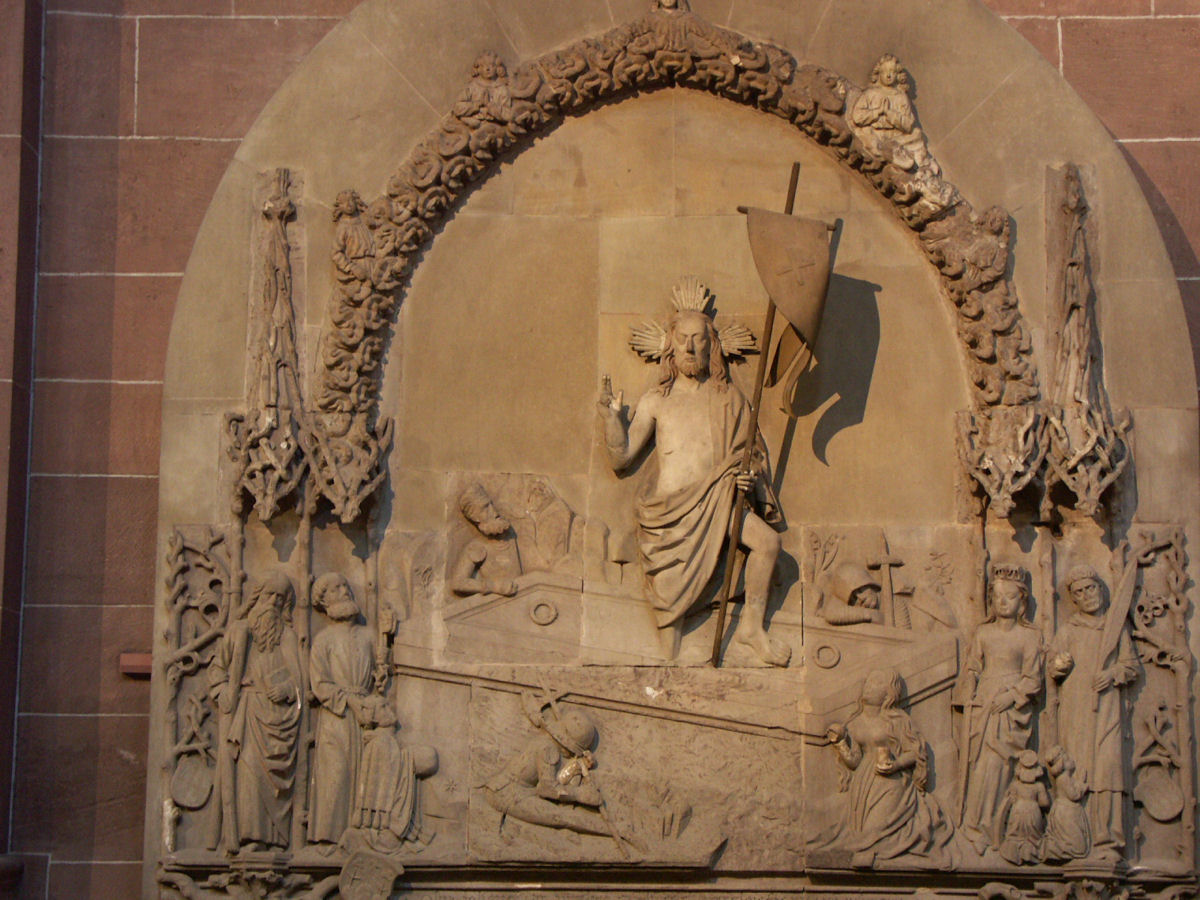
Versión gótica, de Catedral de Worms
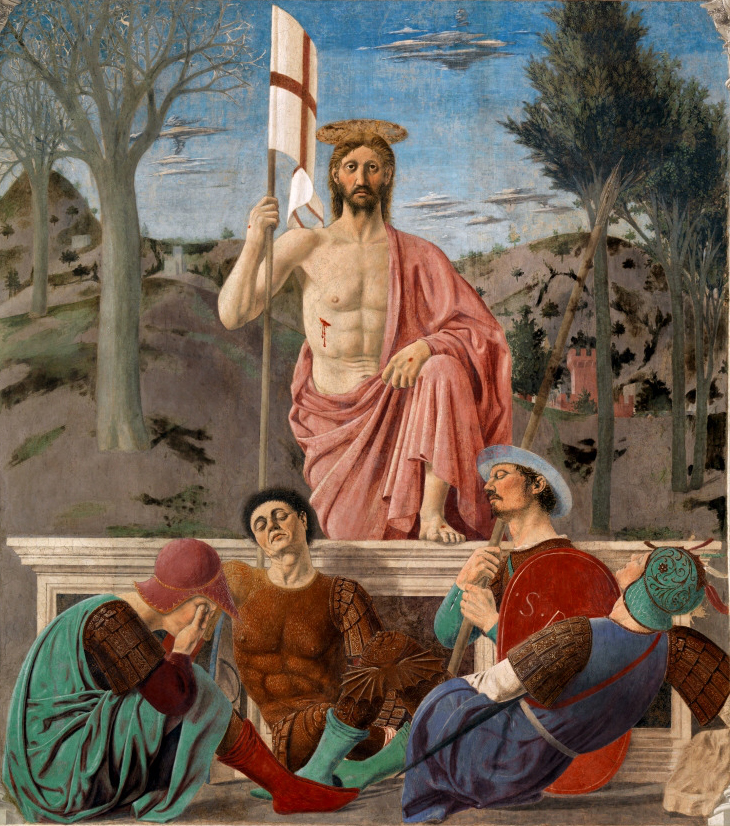
Piero della Francesca, siglo XV
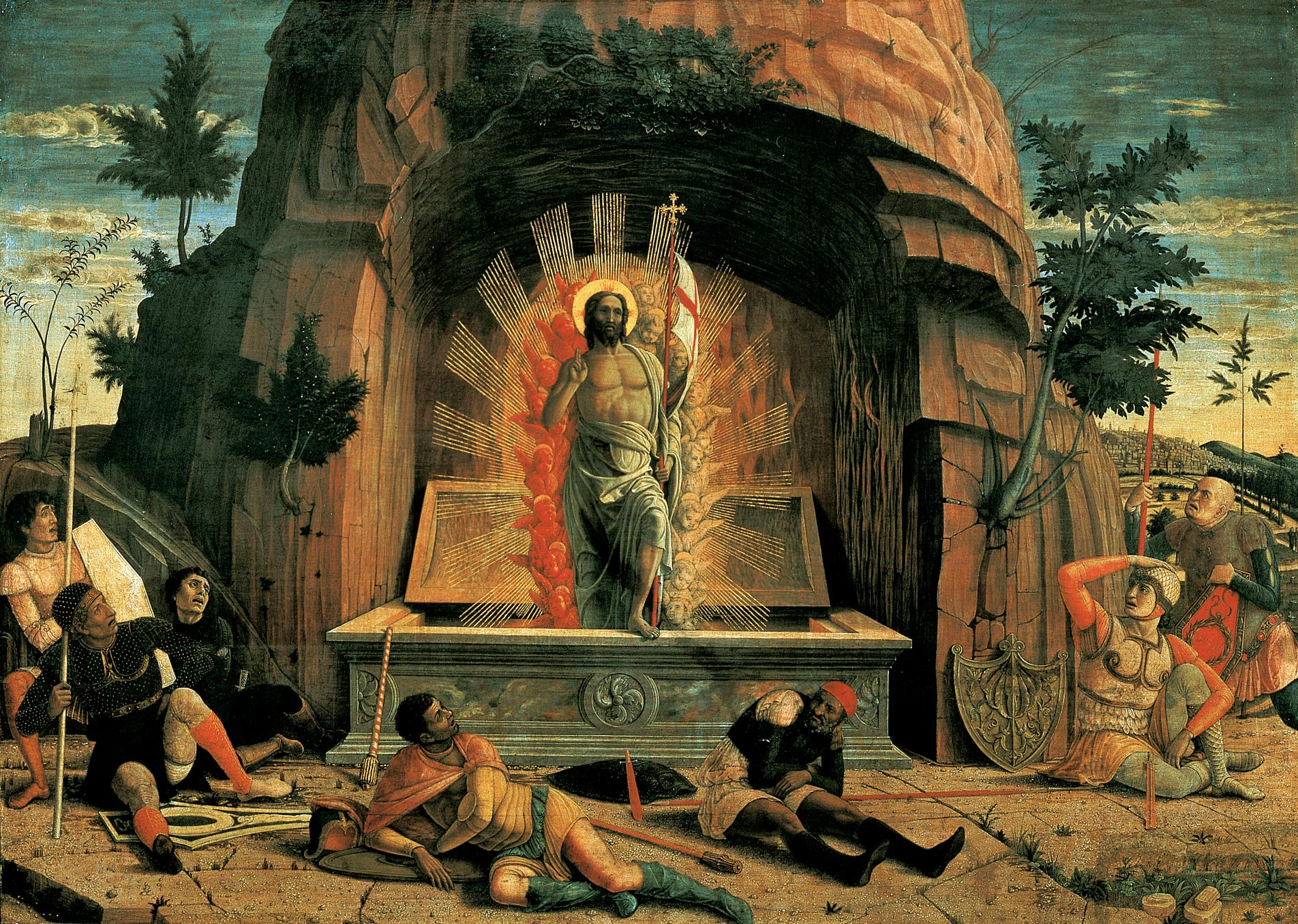
Andrea Mantegna, 1457–1459
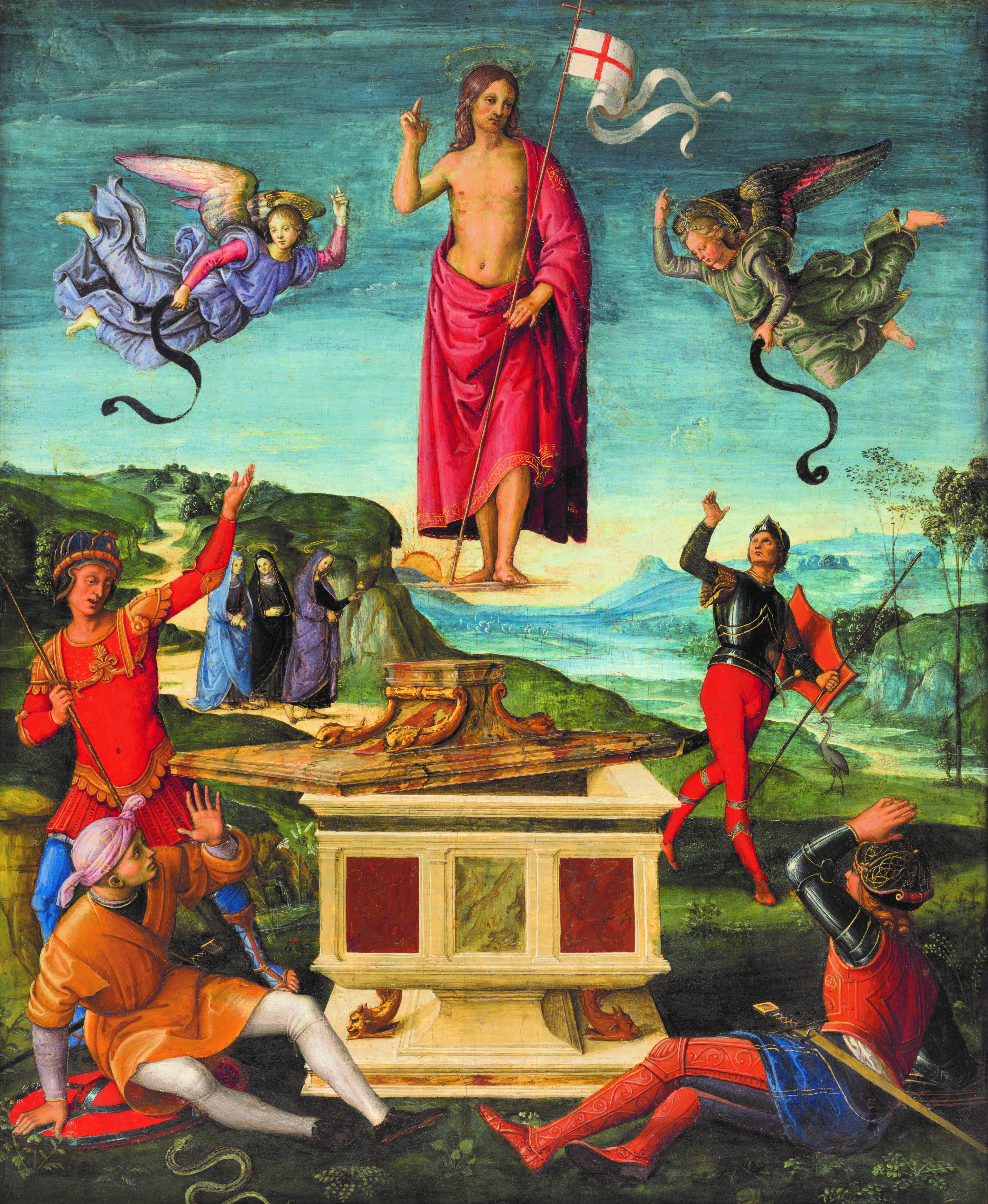
Rafael, Resurrección de Cristo, 1499–1502
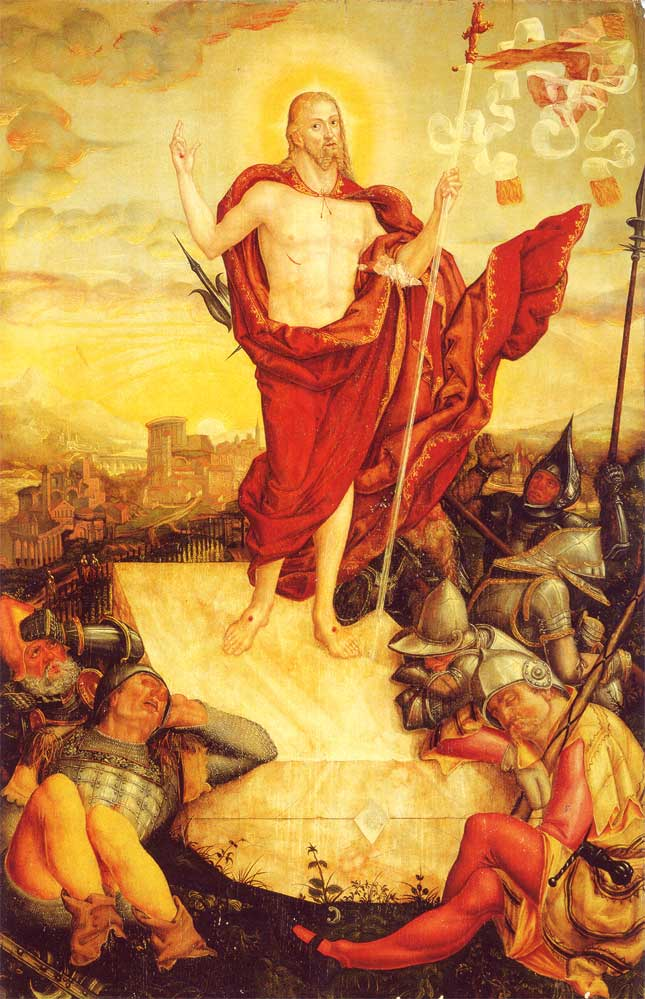
Lucas Cranach, 1558
Rubens, 1611Rubens, 1611
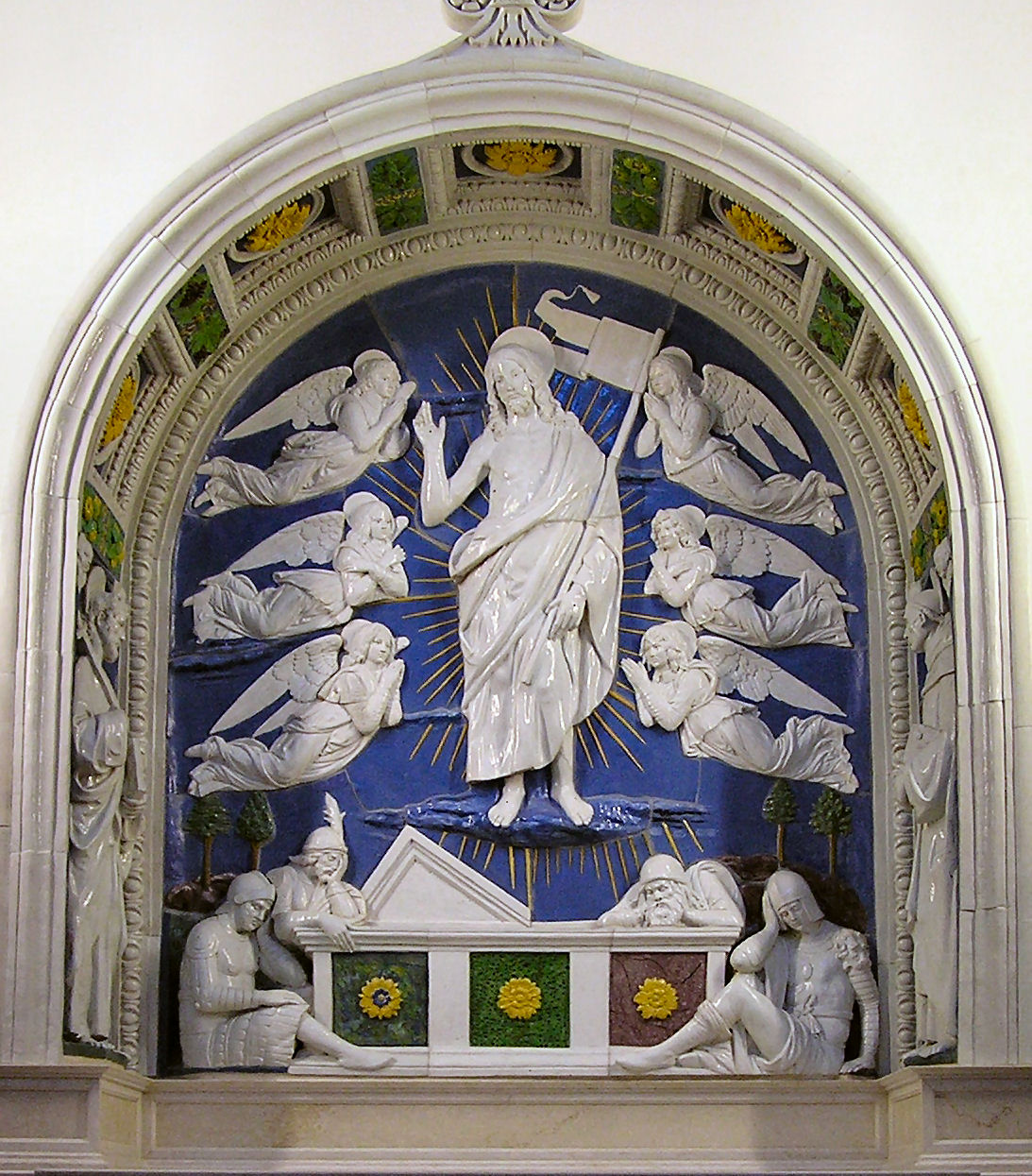
Andrea della Robbia, siglo XVI
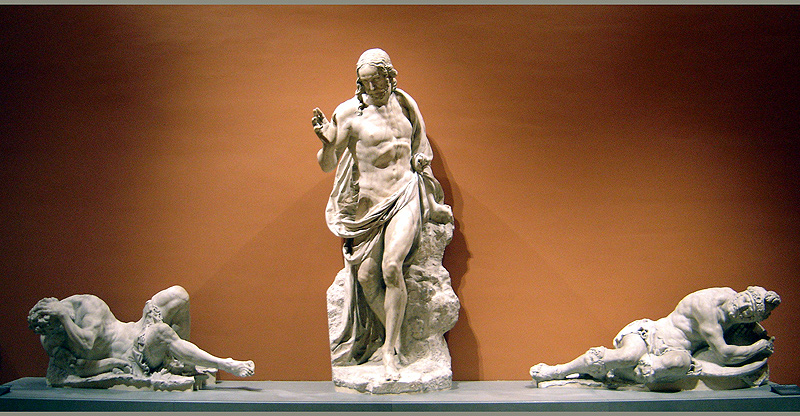
Germain Pilon, 1572
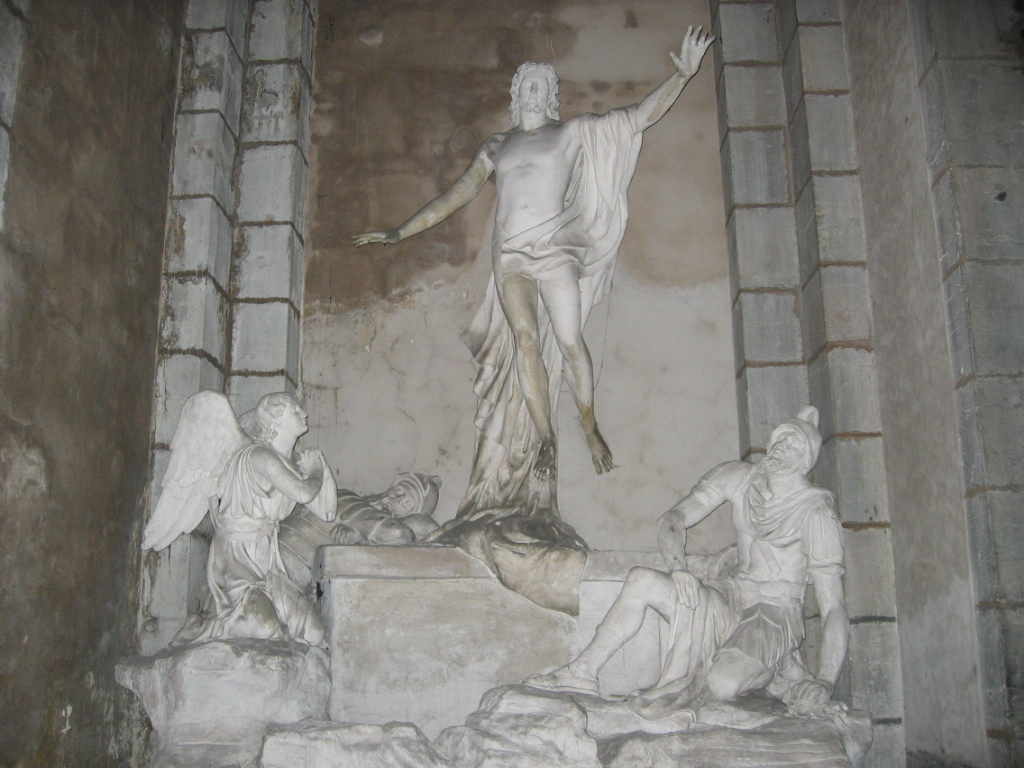
Auguste Clésinger, siglo XIX
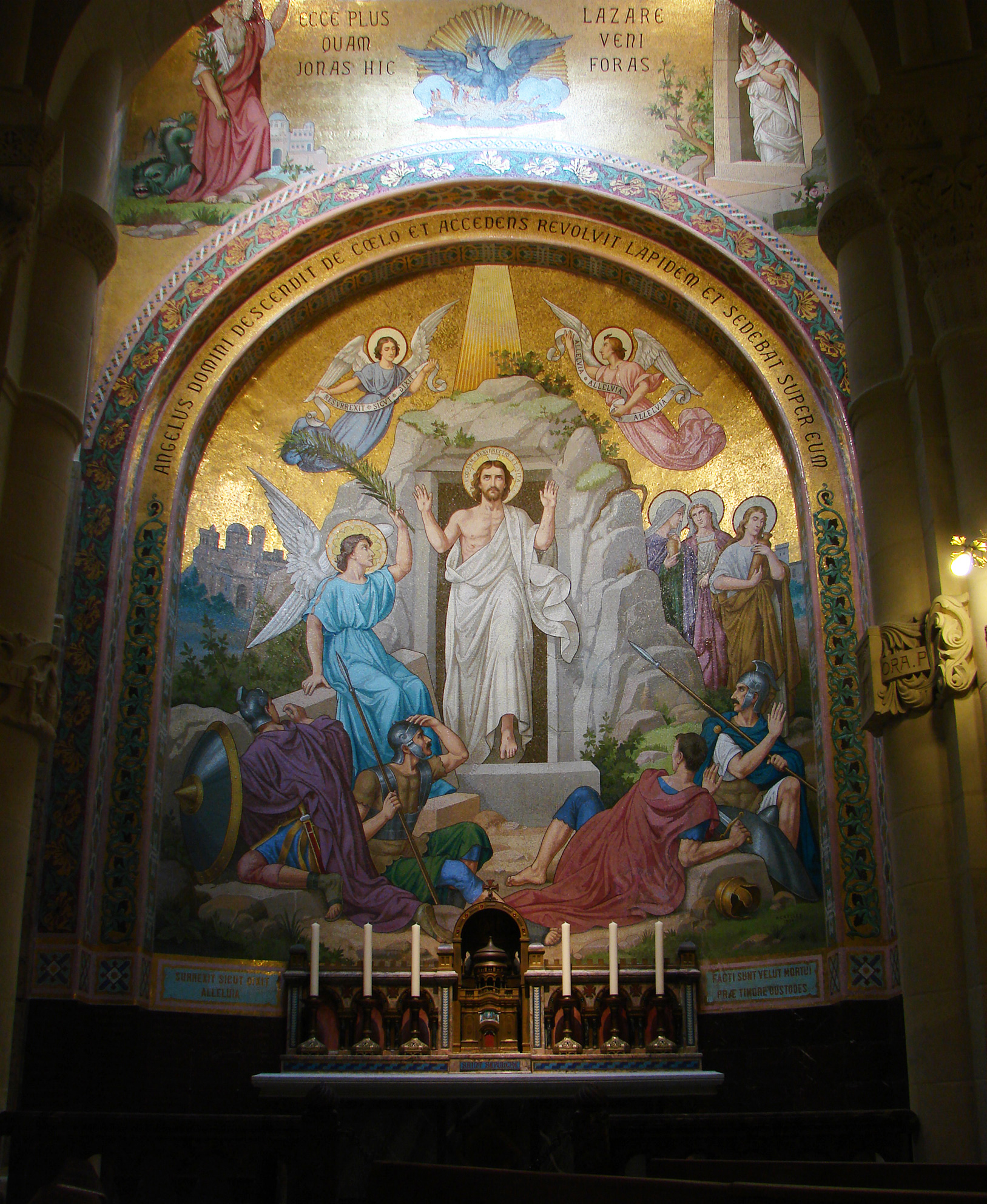
Basílica del Rosario, Lourdes, siglo XIX, mosaico
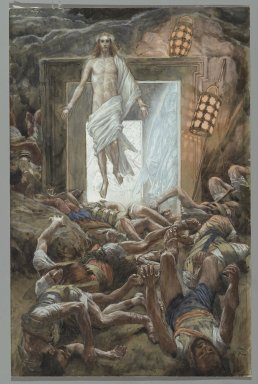
James Tissot, c. 1890
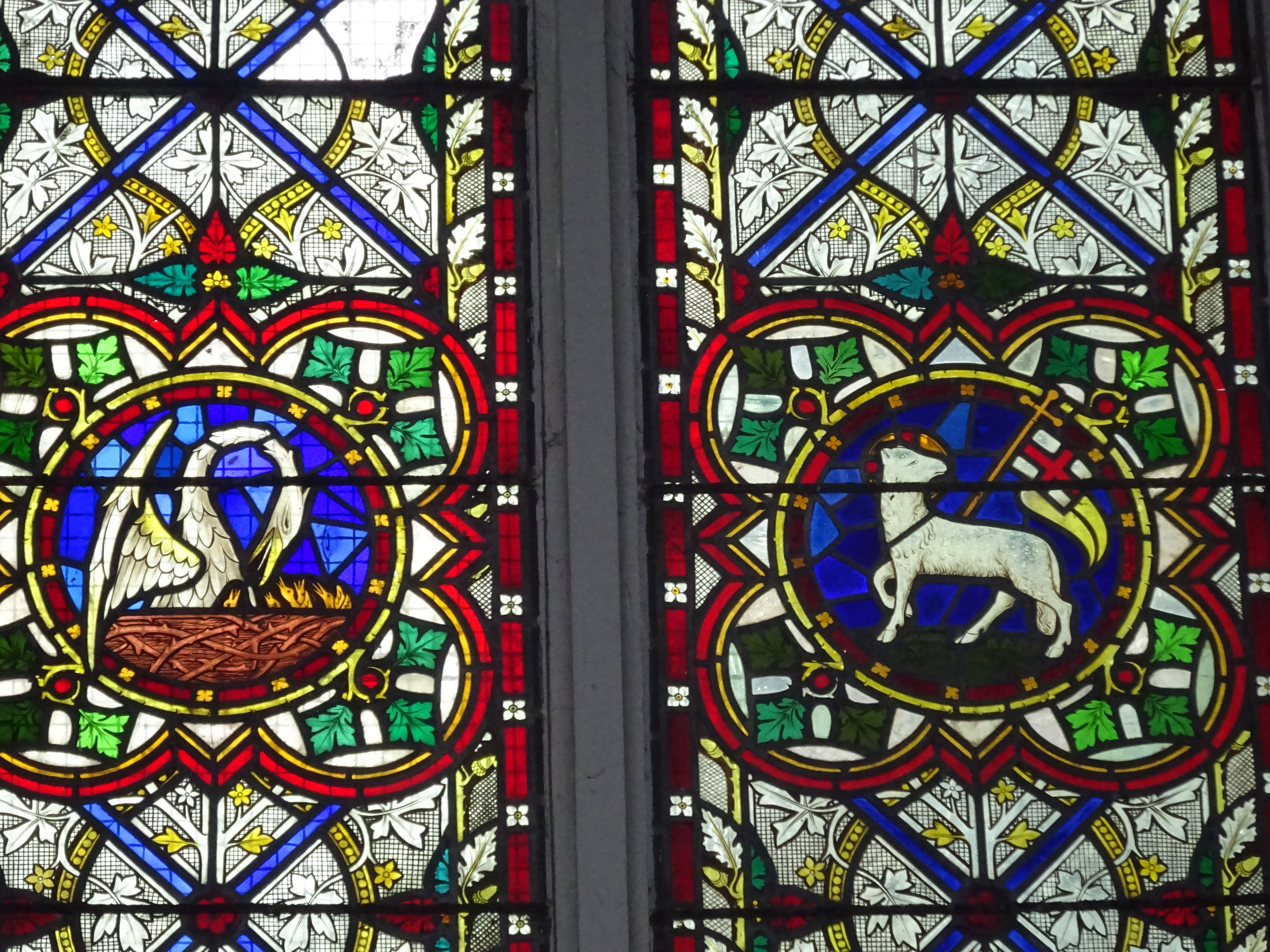
Pelícano vulnerado y Cordero de Dios con bandera con cruz triunfal, ambos símbolos de la Resurrección (vidriera, Irlanda, siglo XIX)